# Rollei 35
A Rollei 35 foi uma câmera fotográfica para filme de 35mm, e quando de seu lançamento a menor câmera do mundo para esse formato. Valorizadas pela qualidade de sua mecânica e por sua aparência única, a Rollei 35 é um dos mais renomados exemplos de câmeras miniatura.
A Rollei 35 foi desenvolvida em 1962, e sua produção começou em 1966. Seu criador, o designer Heinz Waaske, inovou ao projetar uma câmera capaz de ser acomodada em um bolso de camisa, mas sem renunciar ao filme de 35 mm. A Rollei 35 tinha cerca de um terço do volume das câmeras de pequeno formato de seu tempo, mas com um desempenho comparativamente alto, isso é, produzindo imagens de maior qualidade. Por razões de espaço, a distância focal da lente retrátil e não intercambiável da Rollei 35 foi encurtada para 40 mm, em uma época em que o padrão eram lentes de 50 mm.
A Rollei segue sendo uma das menores câmeras jamais produzidas para filme de 35 mm, e ainda é a menor câmera totalmente mecânica para cartuchos desse formato. A Minox 35, de 1974, era aproximadamente do seu tamanho e cerca de 200 g mais leve, mas construída com plástico e componentes eletrônicos.
Embora inicialmente o nome Rollei 35 designasse um único modelo de câmera, seu sucesso levou a empresa Rollei a produzir uma série de outros modelos mais ou menos avançados, que passaram a compor a família de câmeras Rollei 35. Assim, esse nome passou a designar uma linha de máquinas fotográficas. Considerados todos os modelos dessa linha, em pouco mais de 30 anos foram fabricadas cerca de 2 milhões de câmeras Rollei 35, tornando-as um estrondoso sucesso comercial.

## Desenvolvimento técnico

### Reflexões preliminares

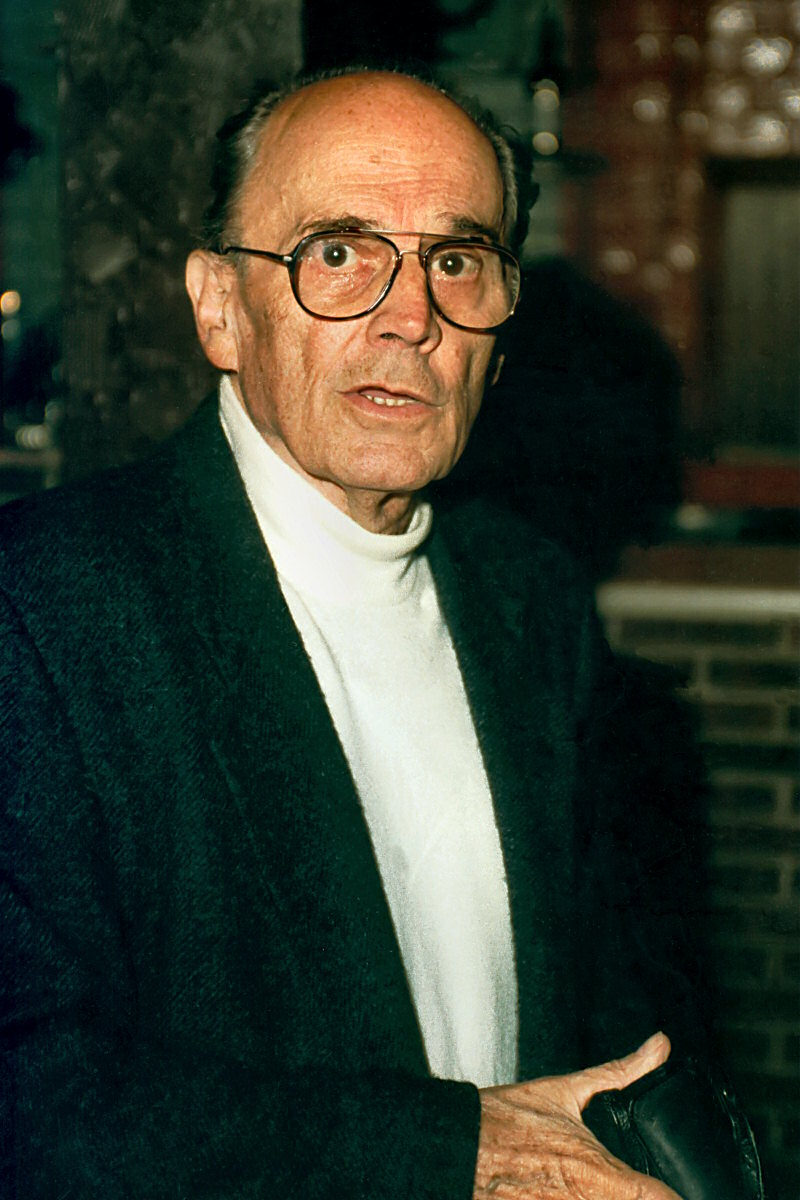
Heinz Waaske criou a Rollei 35. Esta foto foi tirada cerca de seis semanas antes de sua morte, em julho de 1995.

No início dos anos 1960, quando as primeiras câmeras miniatura para filme 16 mm chegaram ao mercado, Heinz Waaske, engenheiro-chefe da empresa alemã Wirgin, propôs que os compradores dessas câmeras, e até mesmo de câmeras de meia-quadro como a Olympus Pen, eram motivados não pelo pequeno formato do filme utilizado, mas principalmente pelo tamanho reduzida das próprias câmeras. Depois de ter projetado e concebido a Wirgin Edixa 16 para filme de 16 mm, bem como uma reflex de monobjetivo, Waaske passou a projetar uma câmera para filme de 35 mm que teria cerca de um terço do volume das câmeras viewfinder da época.

### O design do primeiro protótipo
Em seu tempo livre, trabalhando em sua própria sala de estar, Waaske fez os primeiros desenhos técnicos da câmara em 1962, e na sequência protótipos foram produzidos pela Wirgin.
Nessa época a lente escolhida foi o modelo Cassar de 40 mm e f/3.5, composta por três-elementos produzidos por Steinheil.
Para economizar espaço, a lente da câmera foi alojada dentro de um tubo deslizante, que retrai-se no corpo da câmera quando não está em uso.
Por causa do limitado raio de espaço disponível em torno da lente retrátil, o uso de um obturador convencional mostrou-se impossível. Portanto, Waaske propôs de um novo tipo de obturador separado em duas partes funcionais. 
Para o medidor de exposição do protótipo da câmera, Waaske escolheu um fotômetro alimentado por célula selênio da empresa Metrawatt.

### A caminho da produção em massa
Em uma reviravolta, quando Heinz Waaske finalmente apresentou o protótipo da nova câmera a seu empregador, Heinrich Wirgin lhe informou que havia decidido encerrar o negócio de produção de equipamentos fotográficos.
À procura de novo emprego, Waaske apresentou a sua câmera compacta para Ludwig Leitz e representantes da Kodak, mas sem sucesso. Em janeiro de 1965 Waaske começou a trabalhar para a Rollei em Braunschweig. 
Tendo sido promovido a diretor da Rollei em março de 1965, Heinrich Peesel eventualmente ficou sabendo do pequeno protótipo de câmera de seu empregado. Cheio de entusiasmo, Peesel decidiu que a câmara deveria ser desenvolvida imediatamente por Waaske, utilizando os fornecedores tradicionais da Rollei. A pequena câmera de Waaske foi apresentada na Photokina de 1966 com uma lente superior – a Zeiss Tessar 3.5/40mm, um fotômetro Gossen CdS de última geração da Gossen e um obturador feito sob medida pela Compur, com base no design patenteado por Waaske.

## A Rollei 35 modelo padrão

### Desenvolvimento

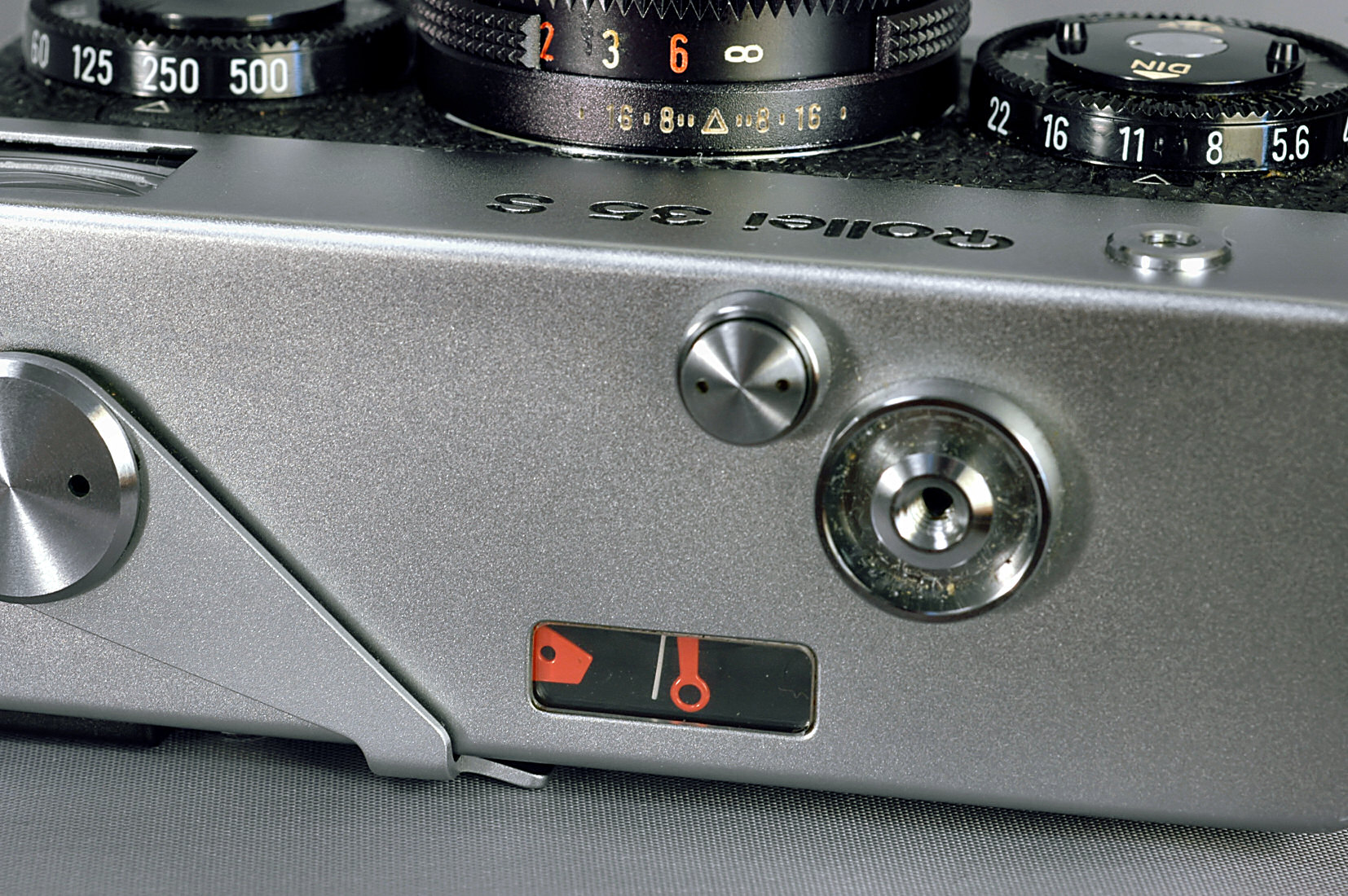
Rollei 35S – visor do medidor de luz

A produção em massa começou em julho de 1966. Os primeiros anúncios mostraram câmeras com travas para o disparador e dispositivos de teste de bateria. Travas provaram ser redundantes, já que com a lente recolhida a câmara não pode ser disparada. O dispositivo de teste de bateria foi abandonado por razões de confiabilidade – contatos elétricos podem facilmente falhar. Da mesma forma, um botão de acionamento para o medidor de exposição também foi descartado. Consequentemente o medidor de exposição permanece continuamente funcional, mas desde que câmera seja armazenada em sua capa protetora sua bateria de mercúrio é capaz de permanecer operacional por muitos anos.

### Foco
Como a maioria das câmeras para filme de 35 mm da década de 1960, a Rollei 35 é uma câmera tipo viewfinder e portanto não inclui um telêmetro. Por volta de 1970, a Rollei experimentou com a adição de um telêmetro integrado, mas não havia espaço suficiente na câmara. Com a posterior transferência da produção para Singapura, essa ideia foi abandonada.

### Made in Germany
Após a pré-produção de 50 peças, 200 câmeras foram feitas para o uso em propaganda e como amostras de teste. Depois de produzir somente 900 peças até o final de 1966, a partir de 1967 a cada mês 1000 câmeras foram produzidas. Até agosto de 1967, todas as Rollei 35 câmeras tem a assinatura incomuns "Made in Germany by Rollei – Compur – Gossen – Zeiss". Posteriormente essa inscrição foi modificada para  "Made in Germany by Rollei". 

### Made in Singapore

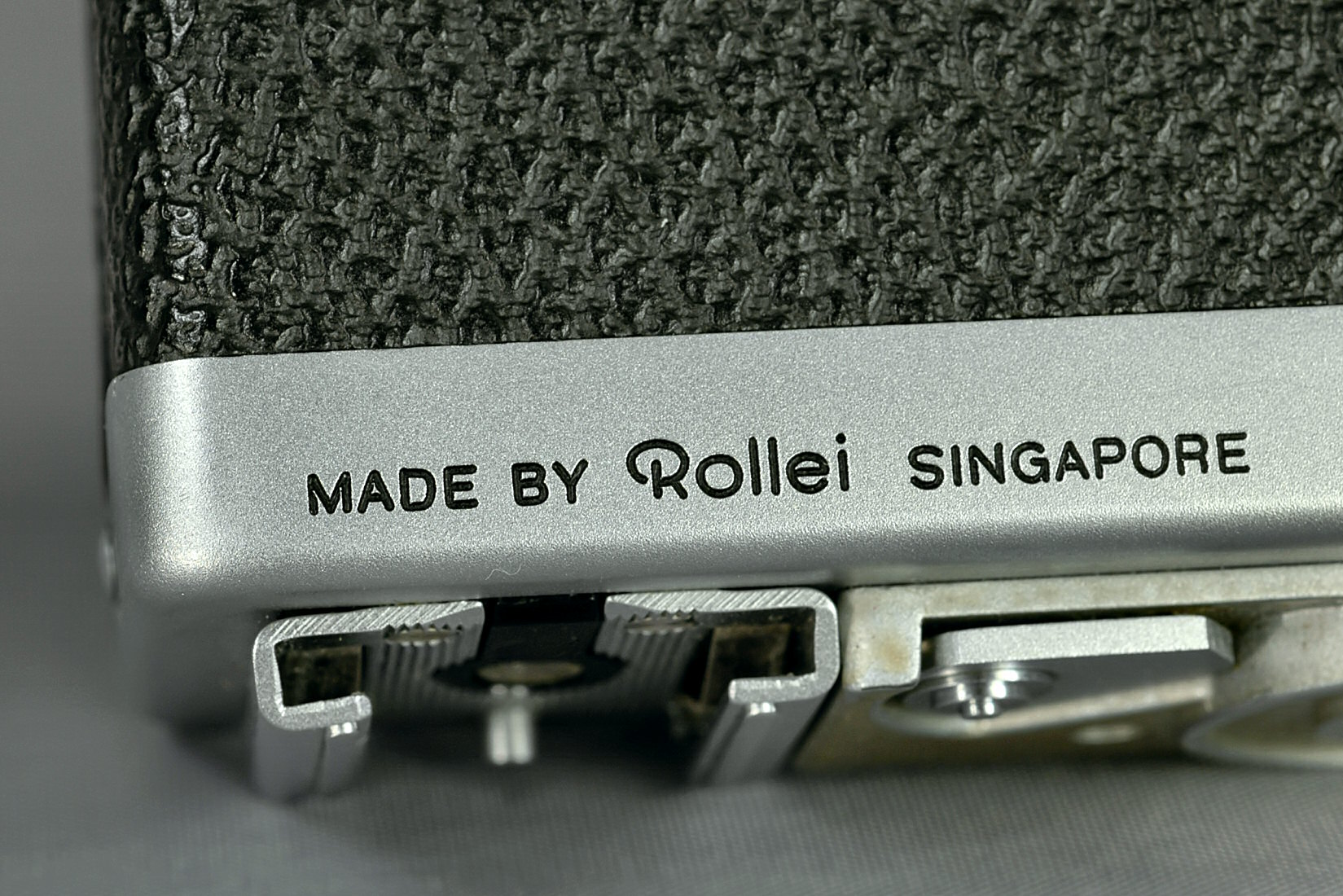
Rollei 35S – Marcação "Made by Rollei in Singapore"

Com a criação do centro de produção da empresa, iniciaram-se os preparativos para a imediata transferência da produção da Rollei 35 para Singapura. Uma vez que não havia fornecedores em Singapura, todas as peças tinham de ser fabricadas localmente pela Rollei ou importadas do Japão e da Europa. As câmeras dessa nova fase receberam a marcação a gravura "Made by Rollei in Singapore". As lentes Zeiss foram substituídas por equivalentes da própria Rollei, fabricadas sob licença. Da mesma forma, sensores de luminosidade passaram a ser fornecidos pela Nissei e o obturador pela Copal, ambas empresas japonesas. O preço de varejo caiu continuamente por causa dos baixos custos de mão de obra, mas isso não chegou a representar uma vantagem competitiva, em função da continua redução nos preços de câmeras concorrentes (que, ao contrário Rollei, reduziam seus custos por meio do crescente emprego de componentes eletrônicos). A operação da Rollei em Singapura encerrou em 1981.

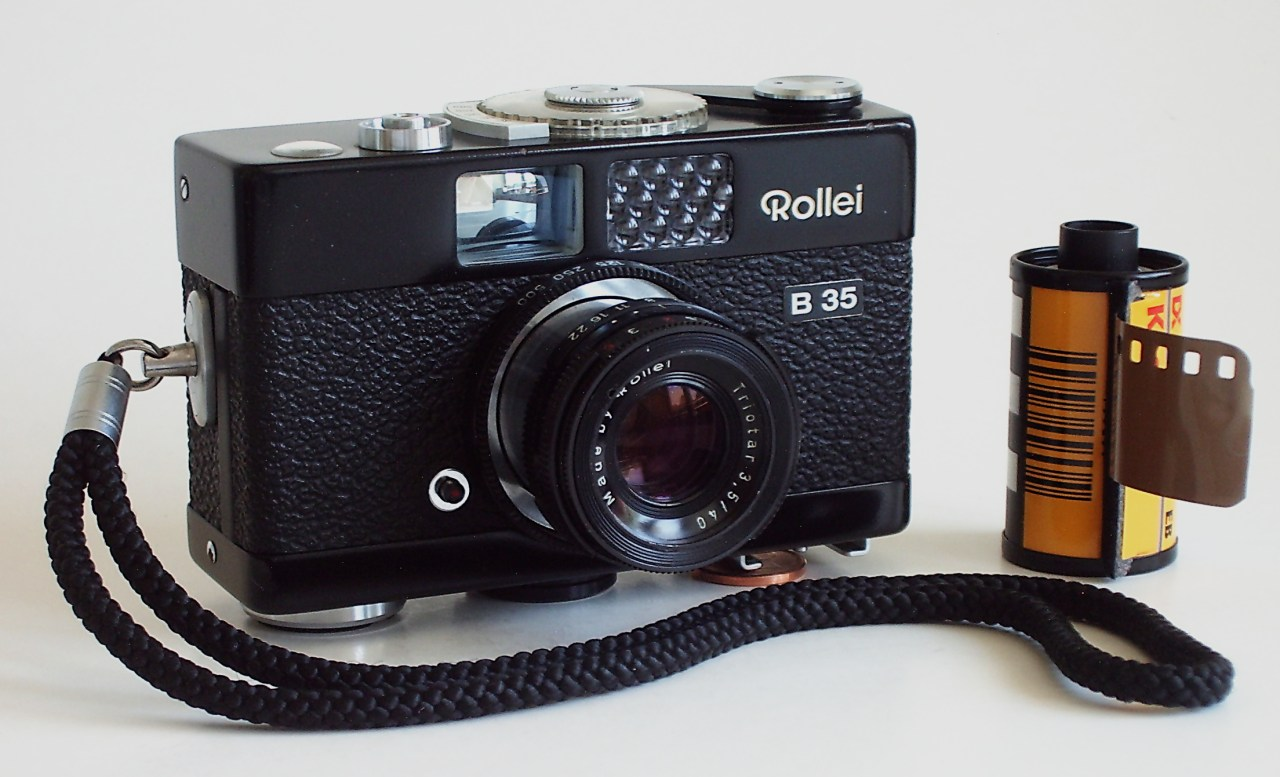
Rollei B 35 em preto

## O uso da Rollei 35 hoje
A Rollei 35, Rollei 35 S e Rollei 35 T usam uma bateria de mercúrio de 1.35 v não é mais produzida devido a considerações ambientais. Contudo, há alternativas disponíveis. Baterias de Zinco-ar também oferecem 1,35 volts, mas pelo tempo limitado de 1 a 6 meses após a primeira ativação, dependendo do projeto da célula. Caso contrário, o medidor de luz pode ser ajustado para uso de baterias de mercúrio, prata e óxido. Sem o ajuste, a tensão mais alta de 1,55 volts levaria a uma superexposição.

## Dados técnicos

### Modelos avançados[3]

#### Rollei 35 TE / SE
- Feita de novembro de 1979 a setembro de 1981.
- Medidor de luz com indicador LED no visor.
- Bateria: PX27, pode ser trocada sem necessitar abrir o compartimento do filme, como em outros modelos.
- Preço inicial de varejo: 298 DM / DM 398.
- Preço de varejo em meados de 1982: 248 DM / 298 DM.
- Preço de varejo no final de 1983: 198 DM.
- Número de unidades fabricadas: 120.000 (TE) / 150.000 (SE).

#### Rollei 35S
- Lente: Sonnar f/2.8, 40 mm.
- Medidor de luz: fotoresistor CdS alimentado a bateria.
- Preço de varejo em 1976: Modelo cromado 470 DM, modelo preto 496 DM.
- Número de unidades fabricadas: 260.000.

### Modelos padrão

#### Rollei 35 – modelo Original
- Feita de 1966 a agosto de 1974.
- Lente: Zeiss Tessar f/3.5, 40 mm, mas muitas (de julho de 1972 a abril de 1973) com Schneider S-Xenar.
- Medidor de luz: fotoresistor CdS alimentado a bateria.
- Preço inicial de varejo: Modelo cromado 487 DM, modelo preto 537 DM.
- Preço de varejo das câmeras feitas em Singapura: Modelo cromado 460 DM, modelo preto  520 DM.
- Número de unidades fabricadas na Alemanha: 312.000.
- Número de unidades fabricadas em Singapura: 185.000, e mais de 30.000 com a lente S-Xenar.

#### Rollei 35 T
- Produzida de setembro de 1974 até fevereiro de 1980
- O modelo original, mas renomeado para melhor distinção do modelo 35 S.
- Lente: Tessar f/3.5, 40 mm.
- Número de  unidades fabricadas: 440.000.

### Modelos iniciantes

#### Rollei B 35 / 35 B
- Feita de outubro de 1969 até o início de 1978.
- Lente: Triotar f/3.5, 40 mm.
- Medidor de luz: célula de selenio, sem bateria.
- Preço inicial de varejo: 255.30 DM.
- Número de unidades fabricadas na Alemanha: 78.000 (todas cromadas)
- Número de unidades fabricadas em Singapura: 95.000 (cromadas), de 118.000 (pretas).

#### Rollei 35 C
- Feita de outubro de 1969 até o início de 1971.
- Lente: Triotar f/3.5, 40 mm.
- O medidor de luz: nenhum.
- Preço inicial de varejo: 222.90 DM.
- Número de unidades fabricadas: 9.200 (todas feitos na Alemanha).

#### Rollei 35 LED
- Feita de janeiro de 1978 até o final de 1980.
- Lente: Triotar f/3.5, 40 mm.
- Medidor de luz com indicador LED no visor.
- Diferente da bateria: PX27, pode ser trocada sem necessitar abrir o compartimento do filme, como em outros modelos.
- Preço inicial de varejo: 229 DM.
- Número de unidades fabricadas: 157.500.